# Rainer Nikowitz

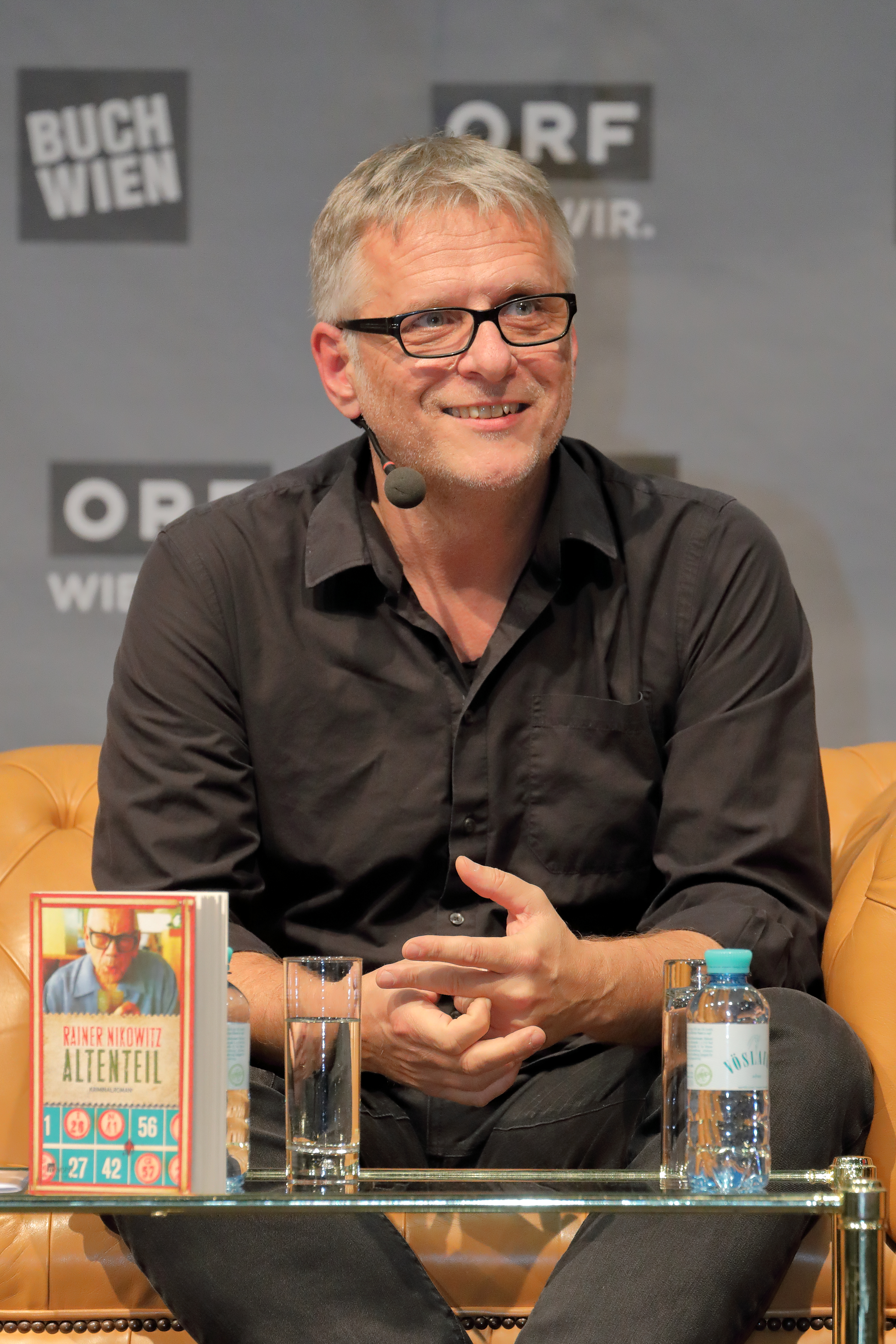
Rainer Nikowitz auf der Buch Wien 18

Rainer Nikowitz (* 1964 in Tulln) ist ein österreichischer Journalist und Autor.

## Leben
Rainer Nikowitz wurde 1964 in Tulln in Niederösterreich geboren. Nach der Matura am Gymnasium Gänserndorf und dem Abbruch der Studien der Rechtswissenschaften, Publizistik und Politikwissenschaft erhielt er eine Stelle bei der Tageszeitung Kurier in der „Leben“-Redaktion. Von dort wechselte er zum Wochenendmagazin „Freizeit“ des Kuriers. Seit 1995 ist Nikowitz als freier Journalist tätig, seit 1998 als Kolumnist mit dem Spezialgebiet Politsatire beim Nachrichtenmagazin profil. Seit 2005 wurde er vom österreichischen Branchenmagazin Der Österreichische Journalist bisher sechs Mal zum „Kolumnisten des Jahres“ gewählt. Seit 2002 hat er mehrere Bücher veröffentlicht, darunter Kolumnensammlungen und den Kriminalroman Volksfest. 2014 erschien sein zweiter Roman Nachtmahl.

## Werke
- Hallo, Westi?. Deutike im Zsolnay Verlag, Wien 2002, ISBN 978-3-85223-467-0
- Wer, wenn nicht er?: Neue Politsatiren. Hoanzl, Wien 2004, ISBN 978-3-90062-500-9
- Es kann nur einen geben. Hoanzl, Wien 2006, ISBN 978-3-90062-569-6
- Ein Lama für Mama: Tagebuch einer Weltreise. Ueberreuter, Berlin 2008, ISBN 978-3-80007-387-0
- Nichts als die Wahrheit!. Czernin, Wien 2009, ISBN 978-3-70760-301-9
- Volksfest. Rowohlt, Leipzig 2012, ISBN 978-3-49925-911-1
- Nachtmahl. Rowohlt, Leipzig 2014, ISBN 978-3-49926-766-6
- Altenteil, Rowohlt, Leipzig 2017, ISBN 978-3-499-26834-2